# WWE European Championship
Le WWE European Championship (que l'on peut traduire par championnat européen de la WWE) est un titre inactif de la World Wrestling Entertainment. Malgré son nom, seuls deux détenteurs de ce titre étaient originaires d'Europe : le British Bulldog et William Regal. Ce titre était aussi l'unique titre de 3e catégorie au monde pour devenir Grand Slam Champion (il ne fut plus le seul lors de la création du WWE Hardcore Championship).

## Histoire
En février 1997, la World Wrestling Federation (WWF) organise au cours d'une tournée en Allemagne un tournoi pour désigner le premier WWF European champion. La finale, donnée le 26 février 1997 à Berlin, voit la victoire du British Bulldog face à Owen Hart. L'unique règne du British Bulldog est le plus long avec 6 mois et 25 jours et prend fin à Birmingham le 20 septembre face à Shawn Michaels. Ce jour-là Michaels devient le premier Grand Slam Champion, c'est-à-dire le premier catcheur à avoir été au moins une fois durant sa carrière à la WWF le champion du monde poids lourd, le champion intercontinental, le champion du monde par équipes et le champion européen.
Le 30 mars 1999, Shane McMahon, alors champion européen et invaincu, décide de prendre sa retraite et rend vacant ce titre qu'il détient. Mideon succède à McMahon le 21 juin en trouvant la ceinture de champion dans une valise.

## Championnat eurocontinental
Durant sa période d'utilisation de ce championnat, trois catcheurs détinrent en même temps ce titre et le championnat intercontinental de la WWF / WWE. C'est D'Lo Brown qui touche le premier ces deux titres après avoir remporté le championnat intercontinental le 27 juillet 1999 après avoir vaincu Jeff Jarrett. Ce dernier lui succède le 22 août, et a aussi ces deux titres. Kurt Angle devient lui aussi champion intercontinental et champion européen de la WWF durant l'épisode de Smackdown du 10 février 2000 où il devient champion européen après sa victoire face à Val Venis.

## Résultat du tournoi inaugural
|  | Quarts de finale                   | Quarts de finale            | Quarts de finale               | Quarts de finale            |                        |                        | Demi-finales                 | Demi-finales                 | Demi-finales                 | Demi-finales                 |  |  | Finale                     | Finale                     | Finale                     | Finale                     |
|  |                                    |                             |                                |                             |                        |                        |                              |                              |                              |                              |  |  |                            |                            |                            |                            |
|  | Cologne, le 23 février 1997        | Cologne, le 23 février 1997 | Cologne, le 23 février 1997    | Cologne, le 23 février 1997 |                        |                        | Hambourg, le 25 février 1997 | Hambourg, le 25 février 1997 | Hambourg, le 25 février 1997 | Hambourg, le 25 février 1997 |  |  | Berlin, le 26 février 1997 | Berlin, le 26 février 1997 | Berlin, le 26 février 1997 | Berlin, le 26 février 1997 |
|  | Cologne, le 23 février 1997        | Cologne, le 23 février 1997 | Cologne, le 23 février 1997    | Cologne, le 23 février 1997 |                        |                        | Hambourg, le 25 février 1997 | Hambourg, le 25 février 1997 | Hambourg, le 25 février 1997 | Hambourg, le 25 février 1997 |  |  | Berlin, le 26 février 1997 | Berlin, le 26 février 1997 | Berlin, le 26 février 1997 | Berlin, le 26 février 1997 |
|  | Bret Hart                          | Bret Hart                   | N/A                            | N/A                         |                        |                        | Hambourg, le 25 février 1997 | Hambourg, le 25 février 1997 | Hambourg, le 25 février 1997 | Hambourg, le 25 février 1997 |  |  | Berlin, le 26 février 1997 | Berlin, le 26 février 1997 | Berlin, le 26 février 1997 | Berlin, le 26 février 1997 |
|  | Bret Hart                          | Bret Hart                   | N/A                            | N/A                         |                        |                        | Hambourg, le 25 février 1997 | Hambourg, le 25 février 1997 | Hambourg, le 25 février 1997 | Hambourg, le 25 février 1997 |  |  | Berlin, le 26 février 1997 | Berlin, le 26 février 1997 | Berlin, le 26 février 1997 | Berlin, le 26 février 1997 |
|  | Hunter Herst Helmsley              | Hunter Herst Helmsley       | 9:00                           | 9:00                        |                        |                        | Hambourg, le 25 février 1997 | Hambourg, le 25 février 1997 | Hambourg, le 25 février 1997 | Hambourg, le 25 février 1997 |  |  | Berlin, le 26 février 1997 | Berlin, le 26 février 1997 | Berlin, le 26 février 1997 | Berlin, le 26 février 1997 |
|  | Hunter Herst Helmsley              | Hunter Herst Helmsley       | 9:00                           | 9:00                        | Bret Hart              | Bret Hart              | 18:00                        | 18:00                        |                              |                              |  |  | Berlin, le 26 février 1997 | Berlin, le 26 février 1997 | Berlin, le 26 février 1997 | Berlin, le 26 février 1997 |
|  | Dresde, le 22 février 1997         |                             |                                |                             | Bret Hart              | Bret Hart              | 18:00                        | 18:00                        |                              |                              |  |  | Berlin, le 26 février 1997 | Berlin, le 26 février 1997 | Berlin, le 26 février 1997 | Berlin, le 26 février 1997 |
|  |                                    |                             | Owen Hart                      | Owen Hart                   | Décompte à l'extérieur | Décompte à l'extérieur |                              |                              |                              |                              |  |  | Berlin, le 26 février 1997 | Berlin, le 26 février 1997 | Berlin, le 26 février 1997 | Berlin, le 26 février 1997 |
|  | Flash Funk                         | Flash Funk                  | Owen Hart                      | Owen Hart                   | Décompte à l'extérieur | Décompte à l'extérieur | N/A                          | N/A                          |                              |                              |  |  | Berlin, le 26 février 1997 | Berlin, le 26 février 1997 | Berlin, le 26 février 1997 | Berlin, le 26 février 1997 |
|  | Flash Funk                         | Flash Funk                  | Oberhausen, le 24 février 1997 |                             |                        |                        | N/A                          | N/A                          |                              |                              |  |  | Berlin, le 26 février 1997 | Berlin, le 26 février 1997 | Berlin, le 26 février 1997 | Berlin, le 26 février 1997 |
|  | Owen Hart                          | Owen Hart                   | N/A                            | N/A                         |                        |                        |                              |                              |                              |                              |  |  | Berlin, le 26 février 1997 | Berlin, le 26 février 1997 | Berlin, le 26 février 1997 | Berlin, le 26 février 1997 |
|  | Owen Hart                          | Owen Hart                   | N/A                            | N/A                         | Owen Hart              | Owen Hart              | 16:52                        | 16:52                        |                              |                              |  |  |                            |                            |                            |                            |
|  | Aschaffenbourg, le 20 février 1997 |                             |                                |                             | Owen Hart              | Owen Hart              | 16:52                        | 16:52                        |                              |                              |  |  |                            |                            |                            |                            |
|  |                                    |                             | The British Bulldog            | The British Bulldog         | Tombé                  | Tombé                  |                              |                              |                              |                              |  |  |                            |                            |                            |                            |
|  | Mankind                            | Mankind                     | The British Bulldog            | The British Bulldog         | Tombé                  | Tombé                  | N/A                          | N/A                          |                              |                              |  |  |                            |                            |                            |                            |
|  | Mankind                            | Mankind                     |                                |                             |                        |                        |                              |                              |                              |                              |  |  |                            |                            |                            |                            |
|  | The British Bulldog                | The British Bulldog         | N/A                            | N/A                         |                        |                        |                              |                              |                              |                              |  |  |                            |                            |                            |                            |
|  | The British Bulldog                | The British Bulldog         | N/A                            | N/A                         | The British Bulldog    | The British Bulldog    | N/A                          | N/A                          |                              |                              |  |  |                            |                            |                            |                            |
|  | Chemnitz, le 21 février 1997       |                             |                                |                             | The British Bulldog    | The British Bulldog    | N/A                          | N/A                          |                              |                              |  |  |                            |                            |                            |                            |
|  |                                    |                             | Vader                          | Vader                       | N/A                    | N/A                    |                              |                              |                              |                              |  |  |                            |                            |                            |                            |
|  | Rocky Maivia                       | Rocky Maivia                | Vader                          | Vader                       | N/A                    | N/A                    | N/A                          | N/A                          |                              |                              |  |  |                            |                            |                            |                            |
|  | Rocky Maivia                       | Rocky Maivia                |                                |                             |                        |                        |                              | N/A                          |                              |                              |  |  |                            |                            |                            |                            |
|  | Vader                              | Vader                       | N/A                            | N/A                         |                        |                        |                              |                              |                              |                              |  |  |                            |                            |                            |                            |
|  | Vader                              | Vader                       | N/A                            | N/A                         |                        |                        |                              |                              |                              |                              |  |  |                            |                            |                            |                            |
|  |                                    |                             |                                |                             |                        |                        |                              |                              |                              |                              |  |  |                            |                            |                            |                            |

## Statistiques
| Record                     | Détenteur du record         | Chiffre du record | Notes |
| -------------------------- | --------------------------- | ----------------- | --- |
| Plus grand nombre de règne | D'Lo Brown et William Regal | 4                 | D'Lo Brown remporte le titre deux fois en 1998 et deux fois en 1999. William Regal remporte le titre deux fois en 2000 et deux fois en 2002.                                                                     |
| Règne le plus long         | The British Bulldog         | 206 jours         | The Bulldog devient le premier champion européen en battant Owen Hart dans la finale du tournoi le 26 février 1997. Il garde le titre jusqu'au 20 septembre 1997, avant de perdre face à Shawn Michaels.         |
| Règne le plus court        | Rob Van Dam                 | 0 jour            | Van Dam bat Jeff Hardy le 22 juillet 2002 dans un match de l'échelle, pour unifier les championnats européen et intercontinental. Ceci veut dire que le règne de Van Dam s'arrête aussitôt qu'il gagne le titre. |
| Champion le plus vieux     | Diamond Dallas Page         | 45 ans            | DDP remporte le titre de Christian le 29 janvier 2002. |
| Champion le plus jeune     | Jeff Hardy                  | 24 ans            | Il le remporte face à William Regal le 8 juillet 2002. |
| Champion le plus lourd     | Mark Henry                  | 380 lb (170 kg)   | Son premier titre à la WWF. |
| Champion le plus léger     | Spike Dudley                | 135 lb (61 kg)    | Dudley remporte le titre de William Regal le 8 avril 2002. |